# Winterborne Zelston
Winterborne Zelston – wieś i civil parish w Anglii, w hrabstwie ceremonialnym Dorset, w dystrykcie (unitary authority) Dorset. Leży 22 km na północny wschód od miasta Dorchester i 163 km na południowy zachód od Londynu. W 2011 roku civil parish liczyła 203 mieszkańców.